# São Félix (São Pedro do Sul)
São Félix es una freguesia portuguesa del concelho de São Pedro do Sul, con 3,73 km² de superficie y 399 habitantes (2001). Su densidad de población es de 107,0 hab/km².